# Temnora curtula
Temnora curtula là một loài bướm đêm thuộc họ Sphingidae. Loài này có ở forests ở Congo, Uganda và phía tây Kenya.
Chiều dài cánh trước khoảng 17–21 mm. 